# Elliot Grandin
Elliot Grandin (Caen, 17 de outubro de 1987) é um futebolista francês que atua como atacante, Atualmente defende o Blackpool.